# Fire Fire
Fire Fire è il secondo e ultimo album della hair metal band Ezo, uscito nel maggio 1989 per l'etichetta discografica Geffen Records.

## Tracce
1. Love Junkie (EZO, Jody Gray) 4:44
2. Night Crawler (EZO, Chris Gates, Jody Gray, James Palace) 4:21
3. Fire Fire (EZO, Jody Gray) 5:51
4. Wild Talk (EZO, Jody Gray) 4:37
5. Burn Down the Night (EZO, Jody Gray) 4:39
6. Black Moon (EZO, Jody Gray) 3:54
7. Back to Zero (EZO, Jody Gray) 4:23
8. Cold Blooded (EZO, Jody Gray, James Palace, Stephen Galfas) 3:59
9. She's Ridin' the Rhythm (EZO, Jody Gray, James Palace) 3:54
10. Streetwalker (EZO, Jody Gray, James Palace) 4:15
11. Million Miles Away (EZO, Chris Gates, Jody Gray) 3:49

## Formazione
- Masaki Yamada - voce
- Shoyo Iida - chitarra
- Taro Takahashi - basso
- Hirotsugu Homma - batteria

### Altro personale
- Steve Grimmett - cori